# Антоніу Домінік
Антоніу Сіньйорі Німі Домінік (порт. Antonio Signori Nymi Dominique, нар. 25 липня 1994, Лозанна) — ангольський та швейцарський футболіст, воротар клубу «Етуаль Каруж» та національної збірної Анголи.

## Клубна кар'єра
Народився 25 липня 1994 року в місті Лозанна. Вихованець футбольної школи клубу «Лозанна». Дорослу футбольну кар'єру розпочав 2012 року в основній команді того ж клубу, в якій провів два сезони, взявши участь у 12 матчах чемпіонату.
У сезоні 2014/15 грав у другому швейцарському дивізіоні за «Ле-Мон», після чого відправився на історичну батьківщину у Анголу, де став виступати за місцевий «Примейру де Агошту». З цією командою він виграв національний чемпіонат у 2016 і 2017 роках, а також Суперкубок країни в 2017 році.
З літа 2017 року Антоніу тривалий час перебував без контракту, поки у січні 2018 року не підписав угоду до кінця сезону з «Базелем». У новій команді був запасним воротарем, граючи лише за резервну команду, тим не менш у червні 2018 року угода з гравцем була продовжена ще на рік. У тому сезоні провів свій єдиний матч за «базельців», вийшовши на заміну на 82 хвилині чемпіонату проти «Ксамакса» (4:1) замість Мартіна Гансена.
У 2020—2022 грав у ангольському «Петру Атлетіку», вигравши в обох сезонах національний кубок, а у другому ще й чемпіонат країни.
Влітку 2023 року Домінік підписав контракт із швейцарським клубом третього дивізіону «Етуаль Каруж». Станом на 11 січня 2024 року відіграв за команду з Каружа 16 матчів в національному чемпіонаті.

## Виступи за збірні
2009 року дебютував у складі юнацької збірної Швейцарії (U-15), загалом на юнацькому рівні взяв участь у 13 іграх, пропустивши 11 голів.
28 травня 2014 року дебютував в офіційних матчах у складі національної збірної Анголи в товариській грі проти Марокко (2:0).
З командою був учасником Чемпіонату африканських націй 2016 року у ПАР, а також Кубка африканських націй 2023 року у Кот-д'Івуарі.
| Дата       | Місто     | Господарі | Результат | Гості        | Турнір                                       | Голи | Примітки |
| ---------- | --------- | --------- | --------- | ------------ | -------------------------------------------- | ---- | -------- |
| 28-5-2014  | Фару      | Ангола    | 2 – 0     | Марокко      | товариський матч                             | -    |          |
| 6-9-2014   | Лібревіль | Габон     | 1 – 0     | Ангола       | Відбір до Кубка африканських націй 2015      | -1   |          |
| 10-9-2014  | Лібревіль | Ангола    | 0 – 3     | Буркіна-Фасо | Відбір до Кубка африканських націй 2015      | -3   |          |
| 13-11-2015 | Бенгела   | Ангола    | 1 – 3     | ПАР          | Відбір до ЧС 2018                            | -3   | 79'      |
| 17-11-2015 | Дурбан    | ПАР       | 1 – 0     | Ангола       | Відбір до ЧС 2018                            | -1   |          |
| 25-1-2016  | Кігалі    | Ефіопія   | 1 – 2     | Ангола       | Чемпіонат африканських націй 2016 - 1-й етап | -1   |          |
| 26-3-2016  | Кіншаса   | ДР Конго  | 2 – 1     | Ангола       | Відбір до Кубка африканських націй 2017      | -2   |          |
| 29-3-2016  | Луанда    | Ангола    | 0 – 2     | ДР Конго     | Відбір до Кубка африканських націй 2017      | -2   |          |
| 5-6-2016   | Бангі     | ЦАР       | 3 – 1     | ДР Конго     | Відбір до Кубка африканських націй 2017      | -3   |          |
| 3-9-2016   | Луанда    | Ангола    | 1 – 1     | Мадагаскар   | Відбір до Кубка африканських націй 2017      | -3   |          |
| 13-10-2023 | Фару      | Ангола    | 1 – 1     | Мозамбік     | товариський матч                             | -1   | 46'      |
| Усього     |           | Матчів    | 11        |              | Голів                                        | -20  |          |

## Титули і досягнення
- Чемпіон Анголи (3):

«Примейру де Агошту»: 2016, 2017
«Петру Атлетіку»: 2021/22
- Володар Кубка Анголи (2):

«Петру Атлетіку»: 2020/21, 2021/22
- Володар Суперкубка Анголи (3):

«Примейру де Агошту»: 2017
- Володар Кубка Швейцарії (1):

«Базель»: 2018/19